# Esteban Capilla
Pour les articles homonymes, voir Capilla (homonymie).
Pas d'image ? Cliquez ici

a Compétitions nationales et continentales officielles uniquement.

b Matchs officiels uniquement.
Dernière mise à jour le 16 mars 2024.
Esteban Capilla, né le 5 janvier 2003 à Saint-Saulve (Nord), est un joueur français de rugby à XV et à sept. Il joue au poste de troisième ligne aile à l'Aviron bayonnais et pilier en équipe de France de rugby à sept.

## Biographie

### Jeunesse et formation
Esteban Capilla naît le 5 janvier 2003 à Saint-Saulve, dans le Nord. Il commence à jouer au rugby à sept à l'âge de 4 ans, en Nouvelle-Calédonie où son père militaire travaillait. De retour en métropole, il joue à l'AS Bayonne de 2010 à 2013, puis à l'US Mouguerre de 2013 à 2015 et à l'AS Saint-Martin-de-Seignanx entre 2015 et 2016. Ensuite, il rejoint l'Aviron bayonnais en cadets.
En 2021, il est sélectionné en équipe de France de rugby à sept des moins de 18 ans pour participer au Championnat d'Europe se déroulant à Gdańsk, en Pologne.

### Débuts professionnels à XV et international à sept (depuis 2022)
Durant la première partie de la saison 2021-2022, en octobre 2021, Esteban Capilla est sélectionné pour la première fois de sa carrière en équipe de France de rugby à sept pour un tournoi de préparation à Elche. Ensuite, il participe au Supersevens 2021 qu'il remporte avec les Barbarians français. Il marque six essais durant la compétition. À la suite de cette victoire, il prolonge son contrat avec Bayonne jusqu'en 2025. En début d'année 2022, il est convoqué en équipe de France des moins de 20 ans pour le Tournoi des Six Nations des moins de 20 ans. Au mois de mai, il est sélectionné avec l'équipe de France de rugby à sept pour l'étape de Toulouse, où les Français terminent sur le podium, à la troisième place.
En début de saison 2022-2023 Esteban Capilla est retenu en équipe de France de rugby à sept pour la Coupe du monde. À son retour du Mondial, il fait ses débuts avec l'Aviron bayonnais le 17 décembre 2022, à l'occasion d'un match de Challenge Cup contre le Benetton Trévise. Il est titularisé dans une défaite à domicile 7 à 45. Il prend aussi part au match suivant contre les Scarlets, qui voit son équipe perdre sur le score de 7 à 20. Ce sont ses deux seuls matchs de la saison. À la mi-saison, alors qu'il n'avait pas été appelé dans le groupe initial pour participer au Tournoi des Six Nations des moins de 20 ans avec les Bleuets, il rejoint la sélection en cours de compétition pour la troisième journée, face à l'Écosse.
Au mois d'avril 2023, il se blesse à la cheville droite peu après les World Series à Hong Kong. Finalement, à l'issue de la saison, il est de retour à temps et est retenu dans le groupe des trente joueurs français appelés pour disputer le Championnat du monde junior 2023 en Afrique du Sud,. Remplaçant lors du premier match de la compétition face au Japon, il entre en jeu et marque un essai, offrant une large victoire aux siens, 75 à 12. Il est ensuite titularisé face au pays de Galles, puis ne rejoue plus de la compétition face à la forte concurrence. À la fin de la compétition, il est sacré champion du monde après que les Bleuets ont largement remporté la finale sur le score de 50 à 14 face à l'Irlande.
Puis, en première partie de saison 2023-2024, il est élu meilleur joueur du Supersevens 2023, à seulement 20 ans. Ensuite, en janvier 2024, il participe au Tournoi de Perth avec les Bleus. Au mois de février, Esteban Capilla est appelé en équipe de France à sept par Jérôme Daret, pour participer aux tournois de Vancouver et de Los Angeles. Lors du premier match de l'étape de Vancouver face aux États-Unis, il inscrit un essai et les Bleus s'imposent 24 à 12,. Puis, il marque un nouvel essai dans une victoire 40-7 contre les Samoa, et un autre face à l'Australie permettant ainsi aux siens de l'emporter 31 à 5 et de se qualifier pour les quarts de finale. Après avoir battu l'Irlande, les Bleus sont éliminés par la Nouvelle-Zélande aux portes de la finale. Battu par les All Blacks, les Français décrochent la médaille de bronze en battant les États-Unis, avec un essai marqué par Capilla. Il se blesse cependant durant cette rencontre, l'obligeant ainsi à déclarer forfait pour l'étape de Los Angeles, où il est remplacé par Nelson Épée. Il ne participe donc pas à la première victoire de la France sur le circuit mondial depuis le Tournoi de Paris en 2005,.

## Palmarès

### En club
- Barbarians français
  - Vainqueur du Supersevens en 2021

### En sélection nationale
- France -20
  - Vainqueur du Championnat du monde junior en 2023

- France à sept
  -  Troisième du tournoi de Toulouse en 2022
  -  Troisième du tournoi de Vancouver en 2024
  -  Vainqueur de la série mondiale 2023-2024 (tournoi de Madrid)[32]

### Distinctions personnelles
- Meilleur joueur du Supersevens en 2023